# Akt notarialny

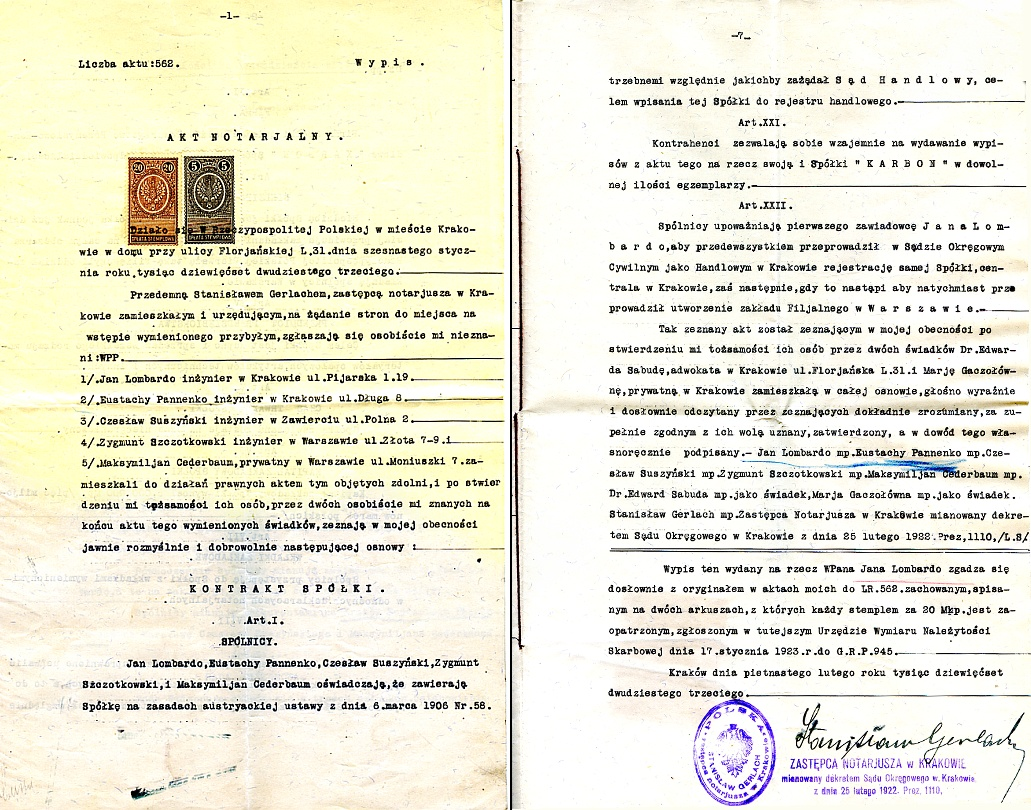
Kontrakt polskiej spółki z ograniczoną odpowiedzialnością (strona 1 i 7) zawarty w roku 1923 w formie aktu notarialnego

Akt notarialny – dokument urzędowy potwierdzający dokonanie określonej czynności prawnej, a zarazem jedna z jej szczególnych form. Akt notarialny zostaje sporządzony, jeżeli wymagają tego przepisy prawa lub wynika to z woli stron. Niedochowanie formy aktu notarialnego w sytuacji, gdy wymaga tego prawo albo gdy została zastrzeżona przez strony umowy, powoduje bezskuteczność czynności prawnej (np. sprzedaży nieruchomości) i jej nieważność (nieruchomość nie przejdzie na nabywcę) (zob. lex perfecta).
Do sporządzania aktów notarialnych uprawniony jest notariusz oraz – pod warunkiem uzyskania od Ministra Sprawiedliwości pisemnego upoważnienia wydanego na wniosek ministra właściwego do spraw zagranicznych – polski konsul. Sporządzanie aktów notarialnych jest objęta taksą notarialną, której wysokość jest ściśle regulowana Rozporządzeniem Ministra Sprawiedliwości z dnia 28 czerwca 2004 r.
Tryb sporządzania i postępowania z aktami notarialnymi określają, według prawa polskiego, art. 91-95 ustawy – Prawo o notariacie. Akt notarialny powinien być sporządzony w języku polskim i zawierać:
- dzień, miesiąc i rok sporządzenia aktu, a w razie potrzeby lub na żądanie strony – godzinę i minutę rozpoczęcia i podpisania aktu
- miejsce sporządzenia aktu
- imię, nazwisko i siedzibę kancelarii notariusza, a jeżeli akt sporządził zastępca notariusza – nadto imię i nazwisko zastępcy
- imiona, nazwiska, imiona rodziców i miejsce zamieszkania osób fizycznych, nazwę i siedzibę osób prawnych lub innych podmiotów biorących udział w akcie, imiona, nazwiska i miejsce zamieszkania osób działających w imieniu osób prawnych, ich przedstawicieli lub pełnomocników, a także innych osób obecnych przy sporządzaniu aktu
- oświadczenia stron, z powołaniem się w razie potrzeby na okazane przy akcie dokumenty
- stwierdzenie, na żądanie stron, faktów i istotnych okoliczności, które zaszły przy spisywaniu aktu
- stwierdzenie, że akt został odczytany, przyjęty i podpisany
- podpisy biorących udział w akcie oraz osób obecnych przy sporządzaniu aktu
- podpis notariusza.

Jeżeli w akcie bierze udział osoba, która nie umie lub nie może pisać, notariusz stwierdza, że osoba ta aktu nie podpisała, i podaje, z jakich powodów. Akt notarialny przed podpisaniem powinien być odczytany przez notariusza lub przez inną osobę w jego obecności, a przy odczytaniu aktu notariusz powinien się przekonać, że osoby biorące udział w czynności dokładnie rozumieją treść oraz znaczenie aktu i akt jest zgodny z ich wolą.
Oryginały aktów notarialnych nie mogą być wydawane poza miejsce ich przechowywania (kancelarię notarialną), natomiast stronom oraz innym osobom uprawnionym wydaje się wypisy aktu notarialnego, które mają moc prawną oryginału. Wypis powinien być dosłownym powtórzeniem oryginału. Wypis podpisuje notariusz i opatruje pieczęcią, a wypis mający więcej niż jeden arkusz powinien być ponumerowany, połączony, parafowany i spojony pieczęcią.
Formy aktu notarialnego wymagają m.in.:
- umowa zobowiązująca do przeniesienia własności nieruchomości i umowa przenosząca własność, która zostaje zawarta w celu wykonania istniejącego uprzednio zobowiązania do przeniesienia własności nieruchomości (art. 158 Kodeksu cywilnego)
- umowa o przedłużenie wieczystego użytkowania (art. 236 § 3 kc)
- umowa zobowiązująca do przeniesienia prawa wieczystego użytkowania i umowa przenosząca to prawo (art. 237 w zw. z art. 158 kc)
- oświadczenie darczyńcy przy umowie darowizny (art. 890 § 1 kc)
- umowa o dział spadku, w skład którego wchodzi nieruchomość (art. 1037 § 2 kc)
- zrzeczenie się dziedziczenia przez przyszłego spadkobiercę ustawowego i uchylenie tego zrzeczenia (art. 1048 i 1050 kc)
- umowa spółki komandytowej (art. 106 Kodeksu spółek handlowych), statut spółki komandytowo-akcyjnej (art. 131 ksh), umowa spółki z ograniczoną odpowiedzialnością (art. 157 § 2 ksh), statut spółki akcyjnej (art. 301 § 2 ksh)
- umowa zbycia spółdzielczego własnościowego prawa do lokalu[3].

Formy aktu notarialnego wymagało także złożenie oświadczenia woli na piśmie przez osobę niemogącą czytać (art. 80 kc) – przepis ten został zniesiony ze względu na utrudnianie sporządzania umów przez osoby niewidome; przepis ten często bywał nadużywany i interpretowany opacznie, w związku z czym Związek Niewidomych wystąpił o jego nowelizację.
W formie aktu notarialnego może, ale nie musi, być sporządzony testament (art. 950 kc).
Jeżeli ustawa albo umowa zastrzega dla czynności prawnej formę aktu notarialnego, czynność dokonana bez zachowania tej formy jest nieważna (art. 73 § 2 i 76 kc).